# Andrena mitis
Andrena mitis là một loài ong trong họ Andrenidae. Loài này được Schmiedeknecht miêu tả khoa học đầu tiên năm 1883.